# Економіка Удмуртії
В агропромисловому комплексі республіки зайнято 15,4 % працюючих в сфері матеріального виробництва та діє 28,4 % усіх основних засобів виробництва. В галузях АПК створюється 14,5 % валової продукції та 13,9 % національного прибутку Удмуртії. На 1 січня 1998 року в складі АПК Удмуртії функціонували 435 колективних господарств, 3559 селянських (фермерських) господарств, 31 підсобне господарство промислових та несільськогосподарських підприємств. З врахуванням ґрунтових та кліматичних умов, наявності засобів виробництва та трудових ресурсів, розміщення міст та промислових підприємств з переробки сільськогосподарської сировини, транспорту та інших особливостей в Удмуртії виділяються 4 сільськогосподарських зони:
- північна — тваринництво та льонарство. В її складі — Ярський, Глазовський, Балезинський, Юкаменський, Красногорський, Кезький, Дебьоський, Якшур-Бодьїнський, Ігринський, Шарканський, Селтинський та Сюмсинський райони;
- південно-західна — тваринництво, льонарство, картоплярство. В її складі — Увинський, Вавозький, Кізнерський та Можгинський райони;
- приміська — молочне тваринництва, овочівництво, картоплярство. В її складі — Зав'яловський, Воткінський та Сарапульський райони;
- південна — тваринництво та зернове господарство. В її складі — Каракулінський, Малопургинський, Кіясовський, Граховський, Алнаський, Камбарський райони.

Напрямок сільськогосподарського виробництва республіки можна характеризувати як тваринницько-льонарський з розвитком виробництва зерна, картоплярства та овочівництва. В період переходу на ринкові відносини спеціалізація сільськогосподарських підприємств переживає зміни.